# Megophryinae

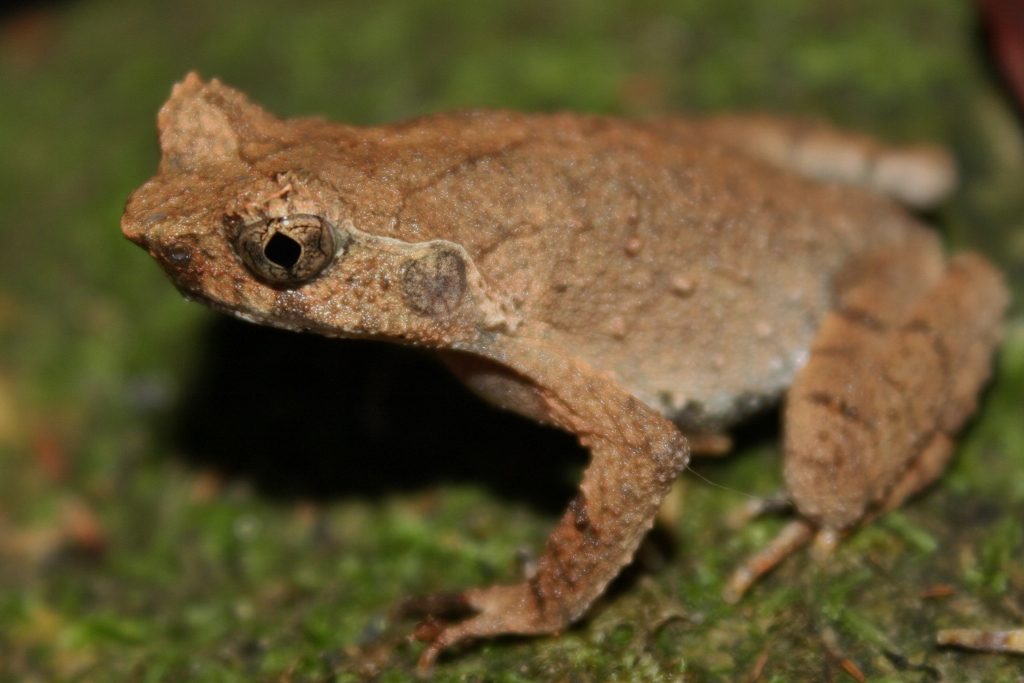
M. brachykolos

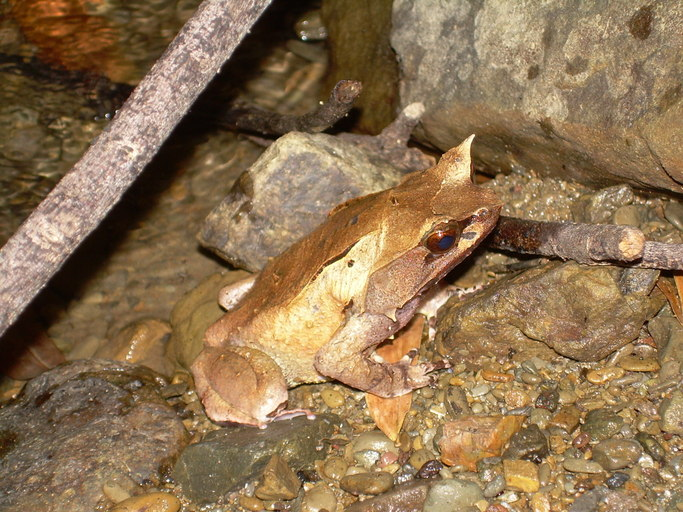
M. ligayae

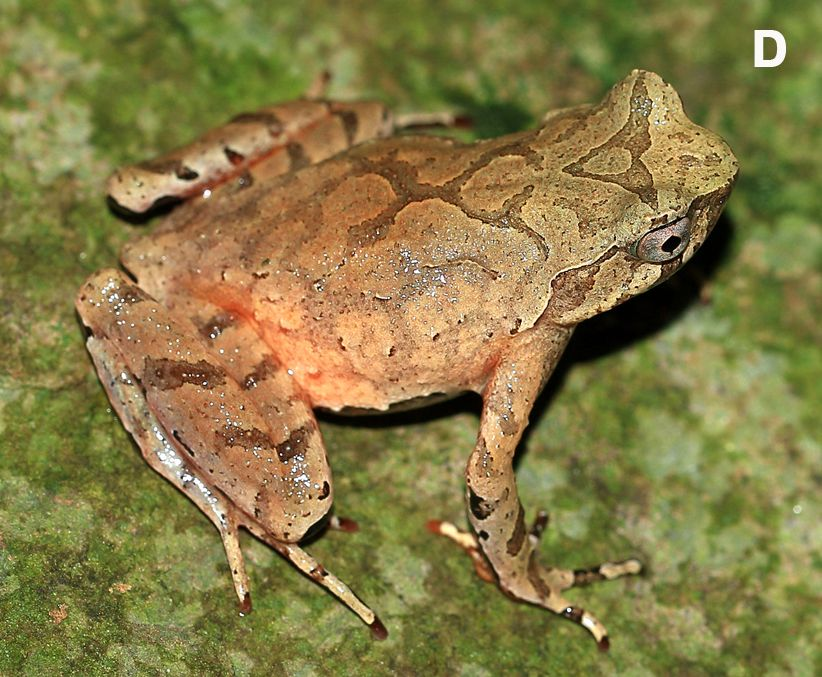
M. lini

Megophryinae – monotypowa podrodzina płazów bezogonowych z rodziny Megophryidae. Cechą charakterystyczną płazów z tej podrodziny są wyrostki górnych powiek przypominające rogi.

## Zasięg występowania
Podrodzina obejmuje gatunki występujące w tropikalnej Azji od Indii i Bhutanu po Chiny i na południe do Cieśniny Sundajskiej i Filipin.

## Systematyka

### Taksonomia
Mahony i współpracownicy (2017) przenieśli do rodzaju Megophrys wszystkie gatunki zaliczane przez innych autorów do rodzajów Atympanophrys, Borneophrys, Brachytarsophrys, Ophryophryne i Xenophrys, klasyfikując większość z tych rodzajów jako podrodzaje w obrębie rodzaju Megophrys.

### Etymologia
- Megophrys (Mogophrys, Megalophrys): gr. μεγας megas, μεγαλη megalē „wielki”[26]; οφρυς ophrus, οφρυος ophruos „brew”[27].
- Ceratophryne: gr. κερας keras, κερατος keratos „róg”[28]; φρυνη phrunē, φρυνης phrunēs „ropucha”[29]. Gatunek typowy: Ceratophryne nasuta Schlegel, 1858.
- Xenophrys: gr. ξενος xenos „dziwny”[30]; οφρυς ophrus, οφρυος ophruos „brew”[27]. Gatunek typowy: Xenophrys monticola Günther, 1864.
- Ophryophryne: gr. οφρυς ophrus, οφρυος ophruos „brew”[27]; φρυνη phrunē, φρυνης phrunēs „ropucha”[29]. Gatunek typowy: Ophryophryne microstoma Boulenger, 1903.
- Pelobatrachus: gr. πηλος pēlos „glina, błoto”[31]; βατραχος batrakhos „żaba”[32]. Gatunek typowy: Ceratophryne nasuta Schlegel, 1858.
- Atympanophrys: gr. przedrostek negatywny α a „bez”[33]; τυμπανον tumpanon „bęben”[34]; rodzaj Megophrys Kuhl & Van Hasselt, 1822. Gatunek typowy: Megophrys shapingensis Liu, 1950.
- Brachytarsophrys: gr. βραχυς brakhus „krótki”[35]; ταρσος tarsos „płaszczyzna stopy[36]; rodzaj Megophrys Kuhl & Van Hasselt, 1822. Gatunek typowy: Leptobrachium carinensis Boulenger, 1899.
- Panophrys: gr. πας pas, παν pan „cały”; οφρυς ophrus, οφρυος ophruos „brew”[16]. Gatunek typowy: Megophrys omeimontis Liu, 1950.
- Borneophrys: Borneo; gr. φρυνη phrunē, φρυνης phrunēs „ropucha” zniekształcone przez οφρυς ophrus, οφρυος ophruos „brew” (od Megophrys Kuhl & Van Hasselt, 1822), używane jako rdzeń w kilku nazwach rodzajowych w obrębie rodziny[17]. Gatunek typowy: Megophrys edwardinae Inger, 1989.
- Borealophrys: łac. borealis „północny”, od boreas „wiatr północny, północ”, od gr. βορεας boreas „wiatr północny, północ”; rodzaj Megophrys Kuhl & Van Hasselt, 1822[18]. Gatunek typowy: Megophrys nankiangensis Liu & Hu, 1966.
- Gigantophrys: łac. giganteus „gigantyczny”, od gigas, gigantis „gigant, olbrzym”, od gr. γιγας gigas, γιγαντος gigantos „gigant”; rodzaj Megophrys Kuhl & Van Hasselt, 1822[19]. Gatunek typowy: Megophrys giganticus Liu, Hu & Yang, 1966.
- Boulenophrys: George Albert Boulenger (1858–1937), brytyjski zoolog belgijskiego pochodzenia; rodzaj Megophrys Kuhl & Van Hasselt, 1822[20]. Gatunek typowy: Leptobrachium boettgeri Boulenger, 1899.
- Tianophrys: Ying-zhou Tian, chiński herpetolog; rodzaj Megophrys Kuhl & Van Hasselt, 1822[21]. Gatunek typowy: Megophrys shuichengensis Tian, Gu & Sun, 2000 (= Megophrys shuichengensis Tian & Sun, 1995).

### Podział systematyczny
Do podrodziny należy jeden rodzaj z następującymi gatunkami:

- Megophrys aceras Boulenger, 1903
- Megophrys acuta Wang, Li & Jin, 2014
- Megophrys ancrae Mahony, Teeling & Biju, 2013
- Megophrys angka (Wu, Suwannapoom, Poyarkov, Chen, Pawangkhanant, Xu, Jin, Murphy & Che, 2019)
- Megophrys auralensis Ohler, Swan & Daltry, 2002
- Megophrys awuh Mahony, Kamei, Teeling & Biju, 2020[37]
- Megophrys baluensis (Boulenger, 1899)
- Megophrys baolongensis Ye, Fei & Xie, 2007
- Megophrys binchuanensis Ye & Fei, 1995
- Megophrys binlingensis Jiang, Fei & Ye, 2009
- Megophrys boettgeri (Boulenger, 1899)
- Megophrys brachykolos Inger &  Romer, 1961
- Megophrys caobangensis Nguyen, Pham, Nguyen, Luong & Ziegler, 2020
- Megophrys carinense (Boulenger, 1889)
- Megophrys caudoprocta Shen, 1994
- Megophrys cheni (Wang & Liu, 2014)
- Megophrys chuannanensis (Fei, Ye & Huang, 2001)
- Megophrys damrei Mahony, 2011
- Megophrys daweimontis Rao & Yang, 1997
- Megophrys dongguanensis Wang & Wang, 2019
- Megophrys dringi Inger, Stuebing & Tan, 1995
- Megophrys dzukou Mahony, Kamei, Teeling & Biju, 2020[37]
- Megophrys edwardinae Inger, 1989
- Megophrys elfina Poyarkov, Duong, Orlov, Gogoleva, Vassilieva, Nguyen, Nguyen, Nguyen, Che & Mahony, 2017
- Megophrys fansipanensis Tapley, Cutajar, Mahony, Nguyen, Dau, Luong, Le, Nguyen, Nguyen, Portway, Luong & Rowley, 2018
- Megophrys feae Boulenger, 1887
- Megophrys feii Yang, Wang & Wang, 2018
- Megophrys flavipunctata Mahony, Kamei, Teeling & Biju, 2018
- Megophrys gerti (Ohler, 2003)
- Megophrys gigantica Liu, Hu & Yang, 1960
- Megophrys glandulosa Fei, Ye & Huang, 1990
- Megophrys hansi (Ohler, 2003)
- Megophrys himalayana Mahony, Kamei, Teeling & Biju, 2018
- Megophrys hoanglienensis Tapley, Cutajar, Mahony, Nguyen, Dau, Luong, Le, Nguyen, Nguyen, Portway, Luong & Rowley, 2018
- Megophrys huangshanensis Fei & Ye, 2005
- Megophrys insularis (Wang, Liu, Lyu, Zeng & Wang, 2017)
- Megophrys intermedia Smith, 1921
- Megophrys jingdongensis Fei & Ye, 1983
- Megophrys jinggangensis (Wang, 2012)
- Megophrys jiulianensis Wang, Zeng, Lyu & Wang, 2019
- Megophrys kalimantanensis Munir, Hamidy, Matsui, Iskandar, Sidik & Shimada, 2019
- Megophrys kobayashii Malkmus & Matsui, 1997
- Megophrys koui Mahony, Foley, Biju & Teeling, 2017
- Megophrys kuatunensis Pope, 1929
- Megophrys lancip Munir, Hamidy, Farajallah & Smith, 2018
- Megophrys leishanensis Li, Xu, Liu, Jiang, Wei & Wang, 2019
- Megophrys lekaguli Stuart, Chuaynkern, Chan-ard & Inger, 2006
- Megophrys liboensis (Zhang, Li, Xiao, Li, Pan, Wang, Zhang & Zhou, 2017)
- Megophrys ligayae Taylor, 1920
- Megophrys lini ((Wang & Yang, 2014)
- Megophrys lishuiensis ((Wang, Liu & Jiang, 2017)
- Megophrys longipes (Boulenger, 1886
- Megophrys major (Boulenger, 1908
- Megophrys mangshanensis (Fei & Ye, 1990
- Megophrys maosonensis (Bourret, 1937
- Megophrys medogensis (Fei, Ye & Huang, 1983
- Megophrys megacephala (Mahony, Sengupta, Kamei & Biju, 2011
- Megophrys microstoma ((Boulenger, 1903)
- Megophrys minor (Stejneger, 1926
- Megophrys montana Kuhl & Van Hasselt, 1822 – narożnica górska[38]
- Megophrys monticola (Günther, 1864)
- Megophrys mufumontana Wang, Lyu & Wang, 2019
- Megophrys nankiangensis Liu & Hu, 1966
- Megophrys nankunensis Wang, Zeng & Wang, 2019
- Megophrys nanlingensis Lyu, Wang, Liu & Wang, 2019
- Megophrys nasuta (Schlegel, 1858) – narożnica nosata[39]
- Megophrys numhbumaeng Mahony, Kamei, Teeling & Biju, 2020[37]
- Megophrys obesa Wang, Li & Zhao, 2014
- Megophrys ombrophila Messenger & Dahn, 2019
- Megophrys omeimontis Liu, 1950
- Megophrys oreocrypta Mahony, Kamei, Teeling & Biju, 2018
- Megophrys orientalis (Li, Lyu, Wang, & Wang, 2020)
- Megophrys oropedion Mahony, Teeling & Biju, 2013
- Megophrys pachyproctus Huang, 1981
- Megophrys palpebralespinosa Bourret, 1937
- Megophrys parallela Inger & Iskandar, 2005
- Megophrys parva (Boulenger, 1893)
- Megophrys periosa Mahony, Kamei, Teeling & Biju, 2018
- Megophrys platyparietus (Rao & Yang, 1997)
- Megophrys popei (Zhao, Yang, Chen, Chen & Wang, 2014)
- Megophrys robusta Boulenger, 1908
- Megophrys rubrimera Tapley, Cutajar, Mahony, Nguyen, Dau, Nguyen, Luong & Rowley, 2017
- Megophrys sangzhiensis Jiang, Ye & Fei, 2008
- Megophrys serchhipii (Mathew & Sen, 2007)
- Megophrys shapingensis Liu, 1950 – bezbębenka syczuańska[39]
- Megophrys shuichengensis Tian & Sun, 1995
- Megophrys shunhuangensis Wang, Deng, Liu, Wu & Liu, 2019
- Megophrys spinata Liu & Hu, 1973
- Megophrys stejnegeri Taylor, 1920
- Megophrys synoria (Stuart, Sok & Neang, 2006)
- Megophrys takensis Mahony, 2011
- Megophrys tuberogranulata Shen, Mo & Li, 2010
- Megophrys vegrandis Mahony, Teeling & Biju, 2013
- Megophrys wawuensis Fei, Jiang & Zheng, 2001
- Megophrys wugongensis Wang, Lyu & Wang, 2019
- Megophrys wuliangshanensis Ye & Fei, 1995
- Megophrys wushanensis Ye & Fei, 1995
- Megophrys xianjuensis Wang, Wu, Peng, Shi, Lu & Wu, 2020[40]
- Megophrys zhangi Ye & Fei, 1992
- Megophrys zunhebotoensis (Mathew & Sen, 2007)